# Starażouka (Mińsk)

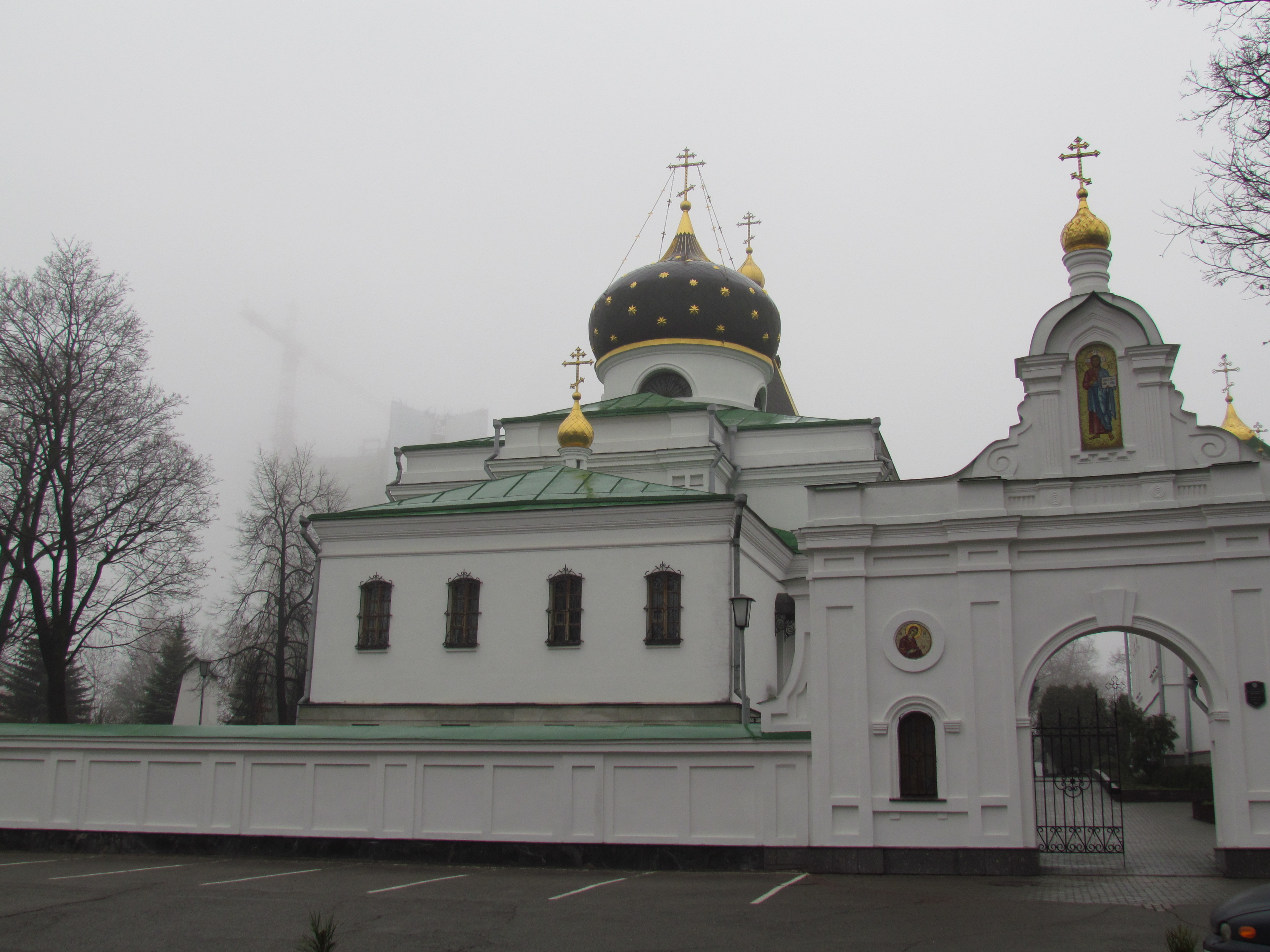
Cerkiew św. Marii Magdaleny w Starażouce

Starażouka, lub Staražoŭka (biał. Старажоўка) – miejscowość historyczna w Mińsku na Białorusi. Znajduje się w północnej częście miasta za Trajecką górą. Na zachód od przedmieścia znajdował się cmentarz Starażouski. Czasem Starażoukę nazywano Piarespą.
Na zachód od Starażouki zaczyna się Starościnskaja slabada, na północ Piarespa, na północny wschód Kamarouka, na południe Trajeckaja góra.

## Historia

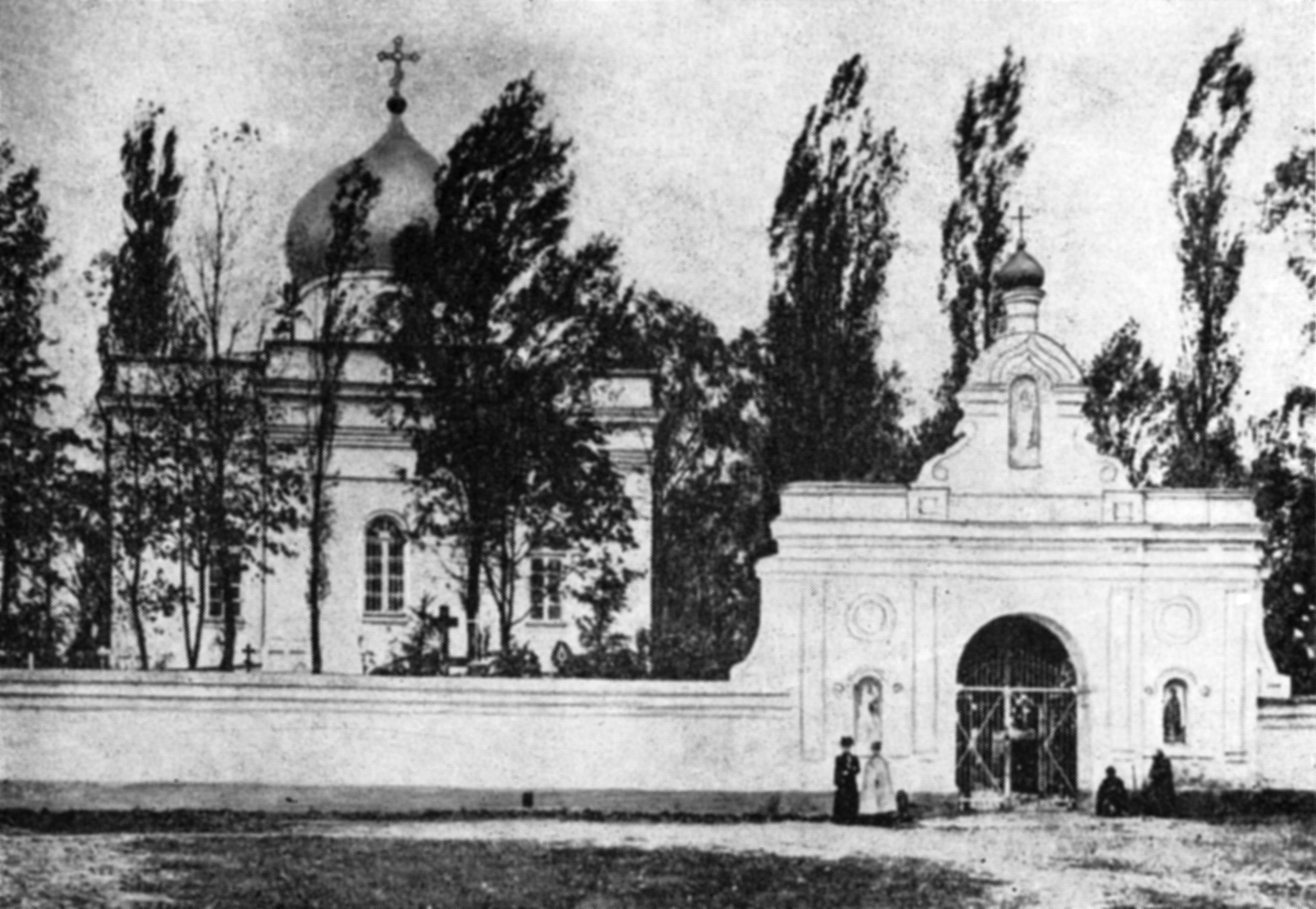
Cerkiew św. Marii Magdaleny w roku 1897.

Swoją nazwę przedmieście otrzymało od placówki wartowniczej (biał. старажовы, staražovy), która znajdowała się przy wyjeździe z miejscowości, po stronie traktów Starowileńskiego i Dauhinauskiego w kierunku Borysowa (obecnie jest to skrzyżowanie ulic Maksima Bahdanowicza i Kisialiowa).
Od 1797 r. cmentarz prawosławny zaczęto nazywać Starażouskim, gdzie w 1847 r. zbudowano murowaną cerkiew św. Marii Magdaleny.

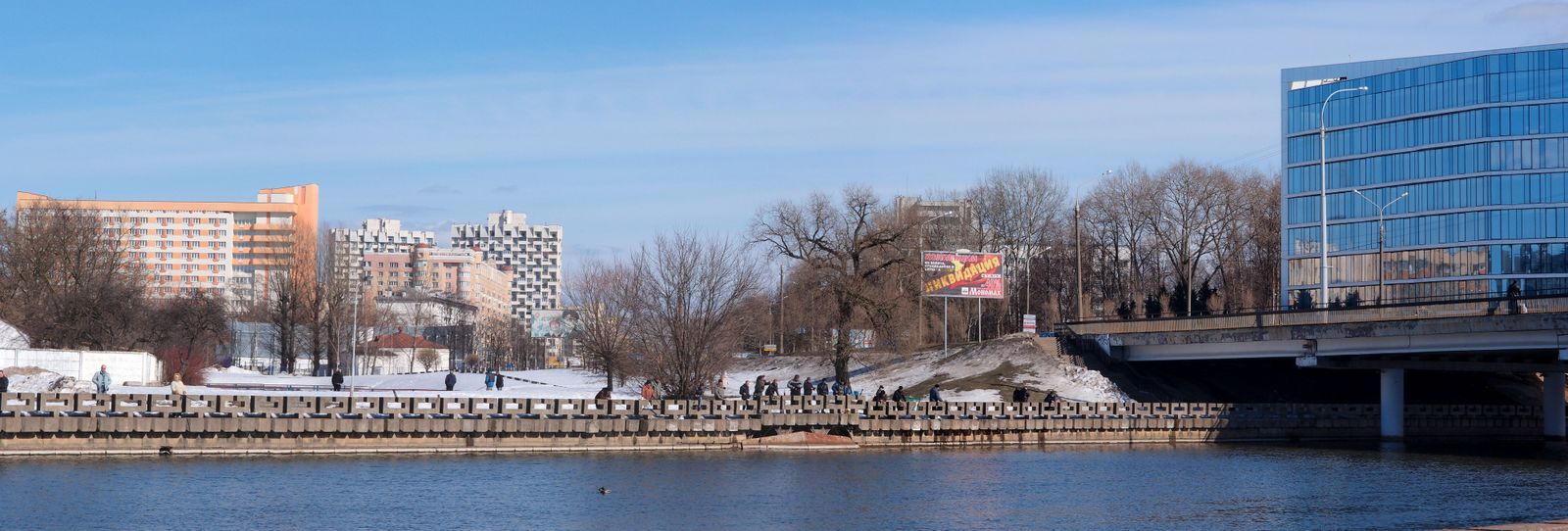
Przedmieście w czasach dzisiejszych

Na początku XX w. przedmieście było częścią trzeciego okręgu policyjnego tego miejsca. Przez Starażoukę przechodziły ulice Mikołajowska (obecnie Krapotkina), Michajlauskaja (Komunistyczna), Starażouskaja (Kisialiova), Staravilienskaja, Vialikaja Barysauskaja (Maksima Bahdanowicza).